# Clinoclase

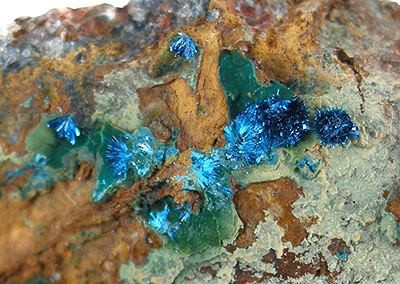
Clinoclase

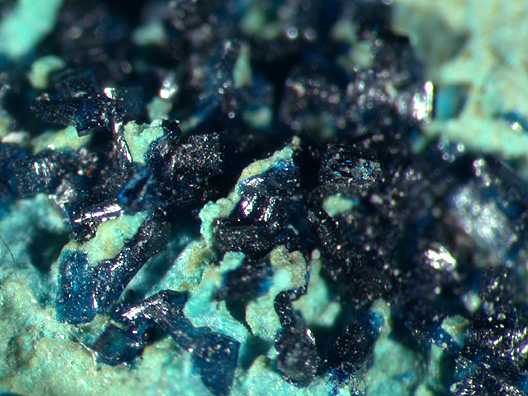
Clinoclase obtida na Eslováquia

Clinoclase, é um mineral,  composto de arsenato de cobre (Cu3AsO4(OH)3). Também conhecido pelas designações clinoclásio, clinoclasite ou abichite.
Seus cristais parecem com ouriços azuis.